# تاكاشي راكوياما
تاكاشي راكوياما (باليابانية: 楽山 孝志) (11 أغسطس 1980 في يوزو في اليابان – )؛ هو لاعب كرة قدم ياباني سابق كان يلعب كلاعب وسط.

## وصلات خارجية
- تاكاشي راكوياما على موقع رابطة كرة القدم اليابانية للمحترفين (اليابانية)
- تاكاشي راكوياما على موقع قاعدة بيانات كرة القدم.إي يو (الإنجليزية)
- تاكاشي راكوياما على موقع Soccerway.com (الإنجليزية)
- تاكاشي راكوياما على موقع عالم كرة القدم.نت (الإنجليزية)